# Carina Nath
Carina Patrícia Nath Corrêa (Sapiranga, 12 de fevereiro de 1973) é uma administradora, psicóloga e política brasileira, filiada ao Progressistas (PP). É a atual prefeita de Sapiranga, no Rio Grande do Sul, eleita pela primeira vez em 2020 e reeleita em 2024.
Graduada em Psicologia com ênfase em psicologia organizacional pela Universidade do Vale do Rio dos Sinos (Unisinos), Carina iniciou sua trajetória na administração pública como secretária municipal de Administração nas duas gestões da prefeita Corinha Molling, entre 2013 e 2020.
Nas eleições municipais de 2020, disputou pela primeira vez o cargo de prefeita de Sapiranga. Foi eleita com 18.285 votos, o equivalente a 39,45% dos votos válidos, superando outros seis candidatos, entre eles o ex-prefeito Nelson Spolaor (PT), que obteve 14.374 votos (31,01%).
Em 2024, foi reeleita com 31.896 votos (68,18%), vencendo a vereadora Rita Della Giustina de Oliveira (PT), que somou 11.212 votos (23,97%), e o então vice-prefeito Adriano Oliveira (PSD), que recebeu 3.673 votos (7,85%).

## Desempenho em eleições
| Ano  | Eleição                | Cargo    | Partido | Coligação      | Vice             | Votos  | %      | Resultado |
| ---- | ---------------------- | -------- | ------- | -------------- | ---------------- | ------ | ------ | --------- |
| 2020 | Municipal de Sapiranga | Prefeita | PP      | PP/PSDB/PL     | Adriano Oliveira | 18.285 | 39,45% | Eleita    |
| 2024 | Municipal de Sapiranga | Prefeita | PP      | PP/PL/MDB/PSDB | Caleb Santos     | 31.896 | 68,18% | Reeleita  |